# Pinacidil
Le pinacidil est une substance active dérivée de la cyanoguanidine et qui ouvre les canaux potassiques sensibles à l'ATP, provoquant une vasodilatation périphérique des artérioles.
Le pinacidil réduit aussi la pression sanguine, les résistances vasculaires périphériques et provoque aussi une rétention des fluides.